# Marathon van Parijs 1995
De marathon van Parijs 1995 werd gelopen op zondag 2 april 1995. Het was de negentiende editie van deze marathon.
Bij de mannen was het de Portugees Domingos Castro, die als eerste over de streep kwam in 2:10.06. De Hongaarse Judit Nagy won bij de vrouwen in 2:31.43.
In totaal finishten 16197 marathonlopers de wedstrijd, waarvan 1414 vrouwen.

## Uitslagen

### Mannen
| rang   | naam                 | land | tijd    |
| ------ | -------------------- | ---- | ------- |
| Goud   | Domingos Castro      | POR  | 2:10.06 |
| Zilver | Tena Negere          | ETH  | 2:10.59 |
| Brons  | Sammy Lelei          | KEN  | 2:11.11 |
| 4      | Lawrence Peu         | RSA  | 2:11.18 |
| 5      | Philippe Remond      | FRA  | 2:11.22 |
| 6      | Jose Esteban Montiel | ESP  | 2:11.24 |
| 7      | Shin Nakashima       | JPN  | 2:11.34 |
| 8      | Josephat Ndeti       | KEN  | 2:11.50 |
| 9      | Daniel Böltz         | SUI  | 2:11.51 |
| 10     | Ken Abe              | JPN  | 2:11.58 |
| 11     | Mukhamet Nazipov     | RUS  | 2:12.08 |
| 12     | Paulo Catarino       | POR  | 2:12.25 |
| 13     | Masaki Oya           | JPN  | 2:12.53 |
| 14     | Andrew Masai         | KEN  | 2:13.10 |
| 15     | Juvenal Ribeiro      | POR  | 2:13.33 |

### Vrouwen
| rang   | naam               | land | tijd    |
| ------ | ------------------ | ---- | ------- |
| Goud   | Judit Nagy         | HUN  | 2:31.43 |
| Zilver | Rakiya Maraoui     | MAR  | 2:33.39 |
| Brons  | Nobuko Fujimura    | JPN  | 2:35.09 |
| 4      | Marie-Helene Ohier | FRA  | 2:36.04 |
| 5      | Valentina Enaki    | MDA  | 2:37.04 |
| 6      | Olga Loginova      | RUS  | 2:38.21 |
| 7      | Tomoko Horie       | JPN  | 2:39.45 |
| 8      | Chantal Langlacé   | FRA  | 2:42.07 |
| 9      | Odile Tournevache  | FRA  | 2:42.25 |
| 10     | Ghislaine Pena     | FRA  | 2:43.28 |

1976 ·
1977 ·
1978 ·
1979 ·
1980 ·
1981 ·
1982 ·
1983 ·
1984 ·
1985 ·
1986 ·
1987 ·
1988 ·
1989 ·
1990 ·
1991 ·
1992 ·
1993 ·
1994 ·
1995 ·
1996 ·
1997 ·
1998 ·
1999 ·
2000 ·
2001 ·
2002 ·
2003 ·
2004 ·
2005 ·
2006 ·
2007 ·
2008 ·
2009 ·
2010 ·
2011 · 
2012 · 
2013 ·
2014 ·
2015 ·
2016 ·
2017